# Elva
Elva este un oraș în Județul Tartu, Estonia.

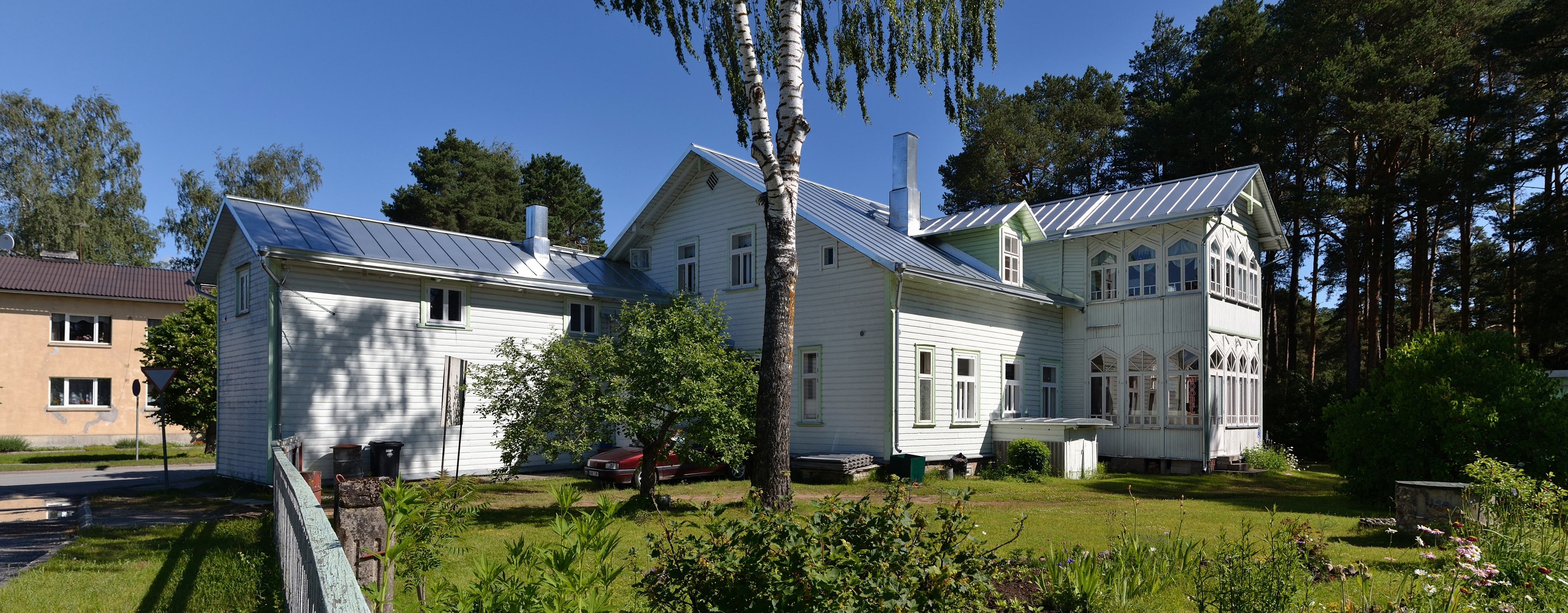
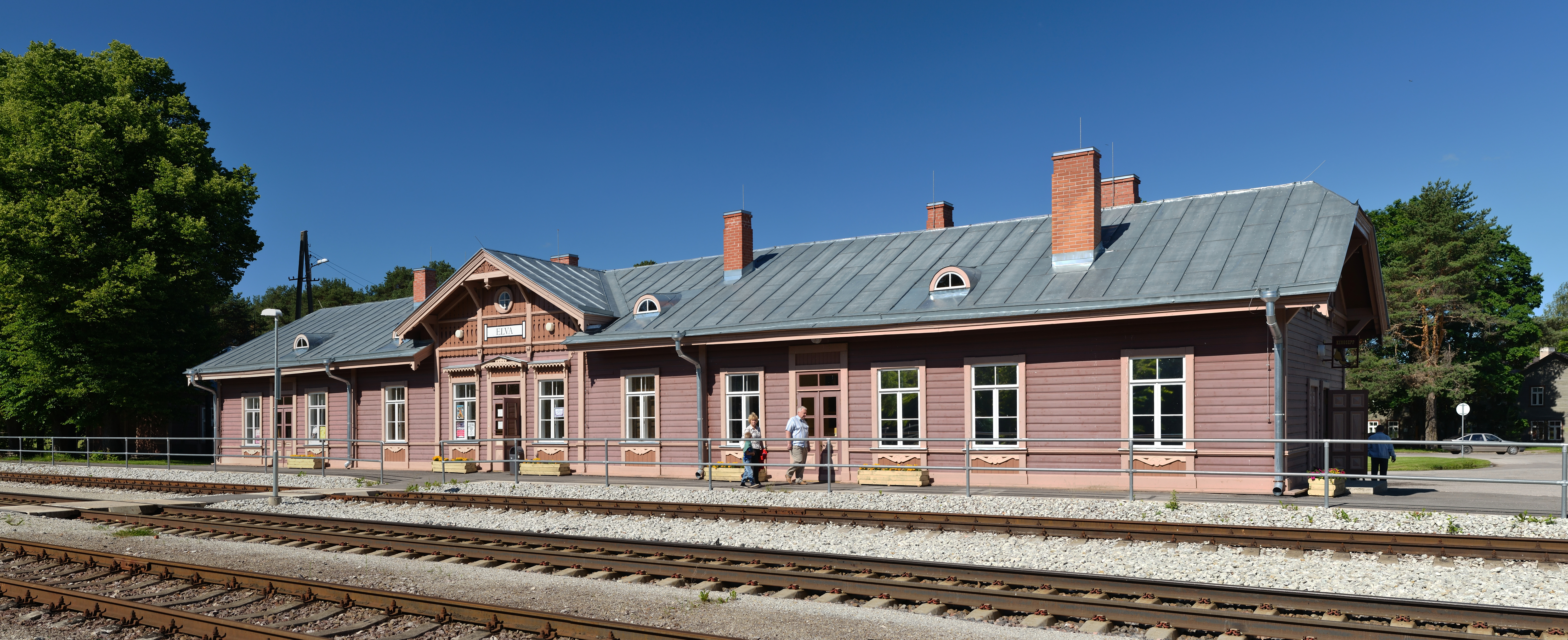